# Мойта (Анадия)
Мойта (порт. Moita) — район (фрегезия) в Португалии, входит в округ Авейру. Является составной частью муниципалитета Анадия. Находится в составе крупной городской агломерации Большое Авейру. По старому административному делению входил в провинцию Бейра-Литорал. Входит в экономико-статистический субрегион Байшу-Воуга, который входит в Центральный регион. Население составляет 2733 человека. Занимает площадь 33,99 км².
Покровителем района считается Иаков Зеведеев (порт. Santiago).